# Kommunalwahlen in Mecklenburg-Vorpommern 2011

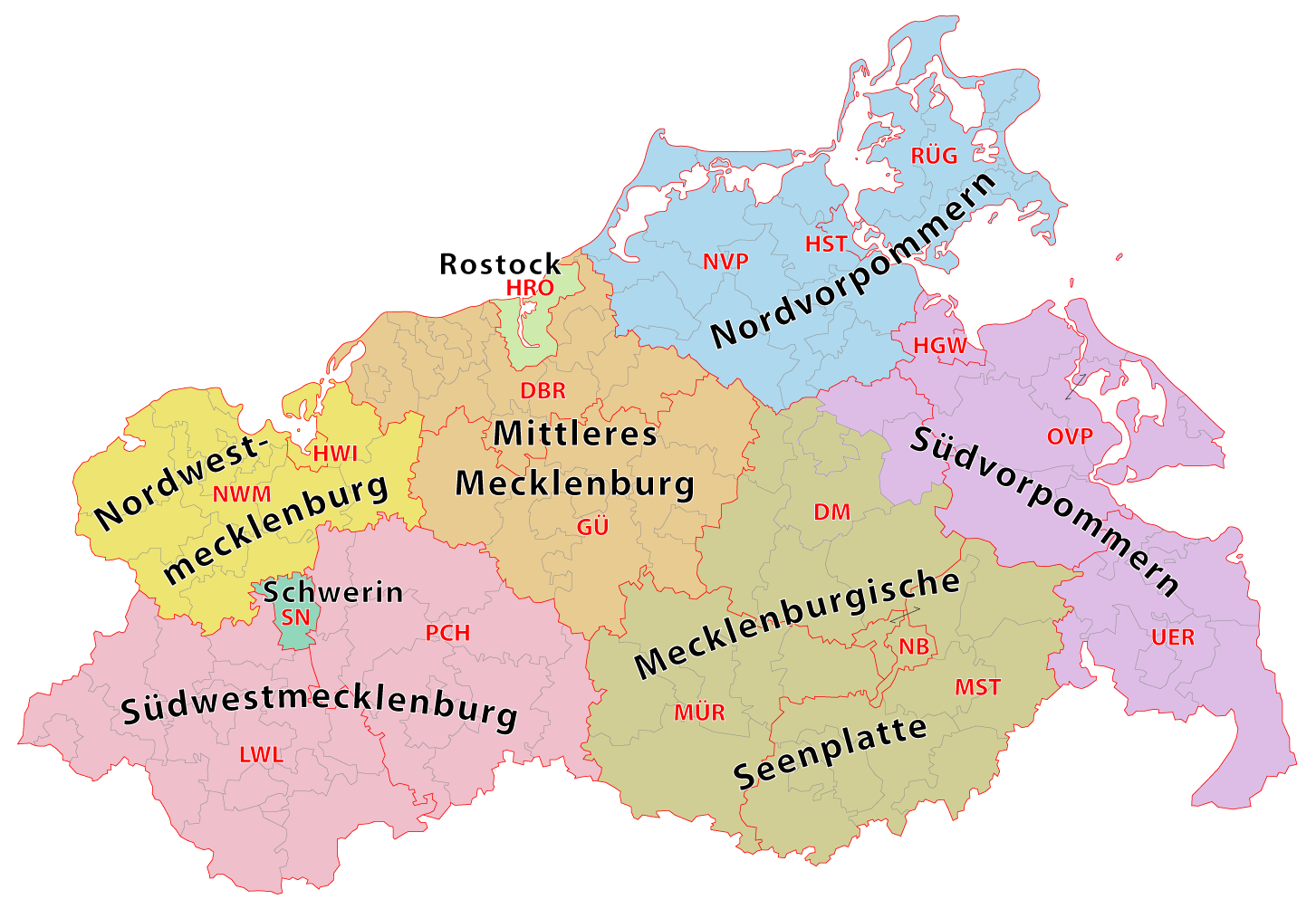
Die neuen Landkreise in Mecklenburg-Vorpommern nach der Kreisgebietsreform 2011 und ihre vorläufigen Kreisnamen

Die Kommunalwahlen 2011 in Mecklenburg-Vorpommern fanden am 4. September 2011 statt. Die Neuwahlen waren aufgrund der Kreisgebietsreform erforderlich. Abgestimmt wurde in den sechs neuen Landkreisen über die Besetzung der Kreistage, über die Landräte und die neuen Kreisnamen. Die Wahlen fanden parallel zur Landtagswahl statt.
Nicht von der Kreisgebietsreform betroffen sind lediglich die Landeshauptstadt Schwerin sowie die Hansestadt Rostock. Auf der Ebene der Städte und Gemeinden bleiben die Ergebnisse der Kommunalwahlen 2009 gültig. Dies betrifft die Bürgermeister und die Gemeinderäte.

## Wahlverfahren
Die rechtlichen Grundlagen für die Vorbereitung und Durchführung der Wahl zum Landtag in Mecklenburg-Vorpommern sind insbesondere durch die Verfassung des Landes Mecklenburg-Vorpommern, das Landes- und Kommunalwahlgesetz (LKWG) geregelt.
Bei der Kommunalwahl hat jeder, der das 16. Lebensjahr vollendet hat, das passive Wahlrecht. Auch sind auf kommunaler Ebene ausländische Bürger aus der EU wahlberechtigt.
Jeder Wähler hat bei der Kreistagswahl drei Stimmen, die er beliebig über die Kandidatenlisten der Parteien und Wählergemeinschaften oder die Einzelbewerber verteilen kann. Die Stimmen können dabei für drei verschiedene Kandidaten einer oder mehrerer Parteien abgegeben (panaschieren), aber auch alle für einen einzigen Kandidaten (kumulieren) gegeben werden.
Eine weitere Besonderheit gegenüber den Bestimmungen bei der Landtagswahl ist, dass neben Parteien und Einzelbewerbern auch Wählergemeinschaften antreten dürfen. Im Gegensatz zur Landtagswahl gibt es bei der Kreistagswahl keine Fünf-Prozent-Hürde.

## Wahlen zu den Kreistagen
Je nach ihrer Bevölkerungsstärke und Fläche sind die Kreistage der neuen Großkreise mit einer unterschiedlichen Anzahl an Sitzen ausgestattet. Die Landkreise Mecklenburgische Seenplatte und Ludwigslust-Parchim werden über je 77 Sitze, die Landkreise Rostock, Vorpommern-Rügen und Vorpommern-Greifswald über je 69 Sitze und der Landkreis Nordwestmecklenburg über 61 Sitze verfügen.
Die Landkreise waren in mehrere Wahlbereiche aufgeteilt, in denen die Parteien oder Wählergemeinschaften mit unterschiedlichen Wahlvorschlägen, also mit jeweils anderen Kandidaten, antraten. Angesichts der enormen Größe der Landkreise sollte dies eine ausgewogene lokale Verteilung der Mandate gewährleisten. Allerdings stellten die Parteien und Wählergemeinschaften bekannte Persönlichkeiten zumeist in allen Wahlbereichen auf.

## Landratswahlen
Bei der Landratswahl benötigt der Kandidat die absolute Mehrheit der gültigen Stimmen, um Landrat zu werden. Wird diese im ersten Wahlgang von keinem Kandidaten erreicht, findet zwei Wochen später eine Stichwahl zwischen den beiden bestplatzierten Bewerbern statt, bei der die relative Mehrheit reicht. Bewerber für das Landratsamt dürfen nicht älter als 60 Jahre sein, Amtsinhaber dürfen sich jedoch bis zum Alter von 64 Jahren zur Wiederwahl stellen.

## Abstimmungen über die Kreisnamen
Die bislang benutzten Namen für die sechs neuen Kreise (Mecklenburgische Seenplatte, Mittleres Mecklenburg, Nordvorpommern, Nordwestmecklenburg, Südvorpommern und Südwestmecklenburg) sind nur vorläufige Kreisnamen. Bis zum 4. Juni 2011 konnten die in den neuen Landkreisen aufgehenden Körperschaften Vorschläge für die neuen Kreisnamen vorlegen. Die Abstimmungen über die Kreisnamen entsprechen formal dem Bürgerentscheid in der Kommunalverfassung (§ 20). Der Vorschlag mit den meisten Stimmen wird am Tag nach der Bekanntgabe des Abstimmungsergebnisses der Name des neuen Landkreises sein. Bei Stimmengleichheit entscheidet das Los.
Zur Abstimmung standen folgende Vorschläge:
| Neuer Landkreis                       | Zur Abstimmung stehende Namensvorschläge           | Vorschlagende(r) kreisfreie Stadt/Landkreis                      |
| ------------------------------------- | -------------------------------------------------- | ---------------------------------------------------------------- |
| Landkreis Mecklenburgische Seenplatte | Landkreis Mecklenburgisch-Vorpommersche Seenplatte | Landkreis Demmin                                                 |
| Landkreis Mecklenburgische Seenplatte | Landkreis Mecklenburgische Seenplatte              | Landkreis Mecklenburg-Strelitz, Landkreis Müritz, Neubrandenburg |
| Landkreis Mittleres Mecklenburg       | Landkreis Rostock                                  | Landkreis Bad Doberan                                            |
| Landkreis Mittleres Mecklenburg       | Landkreis Güstrow-Bad Doberan                      | Landkreis Güstrow                                                |
| Landkreis Nordvorpommern              | Ostseekreis Stralsund                              | Landkreis Nordvorpommern, Stralsund                              |
| Landkreis Nordvorpommern              | Landkreis Vorpommern-Rügen                         | Landkreis Rügen                                                  |
| Landkreis Nordwestmecklenburg         | Landkreis Nordwestmecklenburg                      | Landkreis Nordwestmecklenburg                                    |
| Landkreis Nordwestmecklenburg         | Ostseekreis Wismar                                 | Wismar                                                           |
| Landkreis Südvorpommern               | Landkreis Vorpommern-Greifswald                    | Landkreis Demmin, Landkreis Ostvorpommern, Greifswald            |
| Landkreis Südvorpommern               | Ostsee-Haffkreis Vorpommern                        | Landkreis Uecker-Randow                                          |
| Landkreis Südwestmecklenburg          | Landkreis Ludwigslust-Parchim                      | Landkreis Ludwigslust                                            |
| Landkreis Südwestmecklenburg          | Landkreis Parchim-Ludwigslust                      | Landkreis Parchim                                                |

### Gewählte Kreisnamen
Am 7. September 2011 erhielten die sechs neuen Landkreise die Namen, die am 4. September durch Abstimmungen festgelegt wurden. Nun gibt es nur noch zwei kreisfreie Städte:
| Vorläufige Kreisnamen und kreisfreie Städte | Gewählte Kreisnamen und kreisfreie Städte | Verwaltungssitze      | Zustimmung in % | Einwohner (31. Dezember 2010) | Fläche in km² |
| ------------------------------------------- | ----------------------------------------- | --------------------- | --------------- | ----------------------------- | ------------- |
| Landkreis Mecklenburgische Seenplatte       | Landkreis Mecklenburgische Seenplatte     | Neubrandenburg        | 83,5            | 272.922                       | 5.468         |
| Landkreis Mittleres Mecklenburg             | Landkreis Rostock                         | Güstrow               | 55,5            | 216.189                       | 3.421         |
| Landkreis Nordvorpommern                    | Landkreis Vorpommern-Rügen                | Hansestadt Stralsund  | 51,0            | 230.743                       | 3.188         |
| Landkreis Nordwestmecklenburg               | Landkreis Nordwestmecklenburg             | Hansestadt Wismar     | 62,7            | 160.423                       | 2.117         |
| Landkreis Südvorpommern                     | Landkreis Vorpommern-Greifswald           | Hansestadt Greifswald | 63,3            | 245.733                       | 3.927         |
| Landkreis Südwestmecklenburg                | Landkreis Ludwigslust-Parchim             | Parchim               | 55,5            | 218.362                       | 4.750         |
| Hansestadt Rostock                          | Hansestadt Rostock                        | –                     | –               | 202.735                       | 181           |
| Landeshauptstadt Schwerin                   | Landeshauptstadt Schwerin                 | –                     | –               | 95.220                        | 131           |